# 高木遊
髙木 遊（たかぎ ゆう、1994年 - ）は、日本のキュレーター。

## 来歴
京都市に生まれる。2017年に京都大学を卒業後、東京芸術大学大学院に進み、2020年に同大学院国際芸術創造研究科を修了した。東京芸術大学のラリュス賞を受賞したと自己紹介に記している。
The 5th Floorキュレーターおよび金沢21世紀美術館アシスタント・キュレーターを務める。
2022年、『フォーブズジャパン』の「フォーブス30アンダー30」に選ばれた。

## 企画
- 「立石幹人 It is That it is」（2017、京都）
- 「生きられた庭 / Le Jardin Convivial」（2019、京都、出展作家 :  石毛健太、髙橋 銑、多田恋一朗、立石従寛、野村 仁、牧山雄平、山本修路）
- 「髙橋銑 二羽のウサギ」（2020、東京）
- 「四肢の向かう先 | Standing Ovation」（2022、熱海、ATAMI ART GRANT 2021、ホテルニューアカオ、出展作家 :  太田光海、渡邊慎二郎、小松千倫、多田恋一朗、中村壮志、松田将英、保良雄）
- 「コレクション展2： 電気-音」（2024、金沢、出展作家 :  ジョン・ケージ、ジャネット・カーディフ & ジョージ・ビュレス・ミラー、毛利悠子、カールステン・ニコライ、塩見允枝子、エリアス・シメ、田中敦子、小松千倫、涌井智仁）[5]

## 著作
（一部を担当）
- 長谷川祐子（編著）『新しいエコロジーとアート』（「第7章　庭のエコロジーとキュレーション」を担当[6]）以文社、2022年